# Elektronenstrahlmikroanalyse
Die Elektronenstrahlmikroanalyse (ESMA; engl. electron probe micro analysis, EPMA, oder X-ray microanalysis) dient primär der zerstörungsfreien Analyse von Festkörperoberflächen mit lateraler Auflösung bis zu 1 µm.

## Verfahrensprinzip
Die Methode beruht auf der wellenlängendispersiven Analyse (WDS oder auch WDX) oder energiedispersiven Analyse (EDS oder auch EDX) der von der Probe bei Beschuss mit einem Elektronenstrahl emittierten charakteristischen Röntgenstrahlung. Quantifizierbar sind Elemente ab Ordnungszahl 11 (Natrium), Elemente ab Ordnungszahl 4 (Beryllium) sind nur mit Einschränkungen nachweisbar. Die relative Nachweisgrenze beträgt bei Elementen 0,01 Gew.%, was einer absoluten Nachweisgrenze von 10−14 bis 10−15 g entspricht. Durch den Vergleich mit bekannten Standards ist die Quantifizierung der chemischen Zusammensetzung möglich, denn das Signal der charakteristischen Röntgenlinien ist proportional zum Anteil des jeweiligen Elements. Somit können parallel zum Oberflächenabbild die Elementverteilungen aufgenommen werden. Die gewonnenen Informationen stammen aus einer dünnen Oberflächenschicht, das analysierte Volumen pro Datenpunkt beträgt etwa 0,3 bis 3 µm3.

## Experimentelle Anwendung
Die Elektronenstrahlmikroanalyse findet entweder durch zusätzliche Detektoren in regulären Elektronenmikroskopen (REM oder TEM) oder in Elektronenstrahlmikrosonden, kurz auch Elektronenmikrosonden oder Mikrosonden genannt, statt. Letztere sind speziell für die Elementanalyse ausgestattete Rasterelektronenmikroskope, die auf einen höheren Probenstrom optimiert sind. Für die Abbildung ist das zwar unerwünscht, ermöglicht jedoch ein stärkeres Röntgensignal. Elektronenstrahlmikrosonden sind in der Regel mit mehreren WDX-Spektrometern (üblicherweise bis zu fünf) ausgestattet, um mehrere Elemente gleichzeitig mit der Genauigkeit des WDS zu kartieren (mappen).